# Оронне
Оронне (пол. Oronne) — село в Польщі, у гміні Мацейовиці Ґарволінського повіту Мазовецького воєводства.
Населення — 438 осіб (2011).
У 1975—1998 роках село належало до Седлецького воєводства.

## Демографія
Демографічна структура станом на 31 березня 2011 року:
|          | Загалом | Допрацездатний вік | Працездатний вік | Постпрацездатний вік |
| -------- | ------- | ------------------ | ---------------- | -------------------- |
| Чоловіки | 230     | 47                 | 153              | 30                   |
| Жінки    | 208     | 47                 | 100              | 61                   |
| Разом    | 438     | 94                 | 253              | 91                   |